# Hauhechel-Bläuling

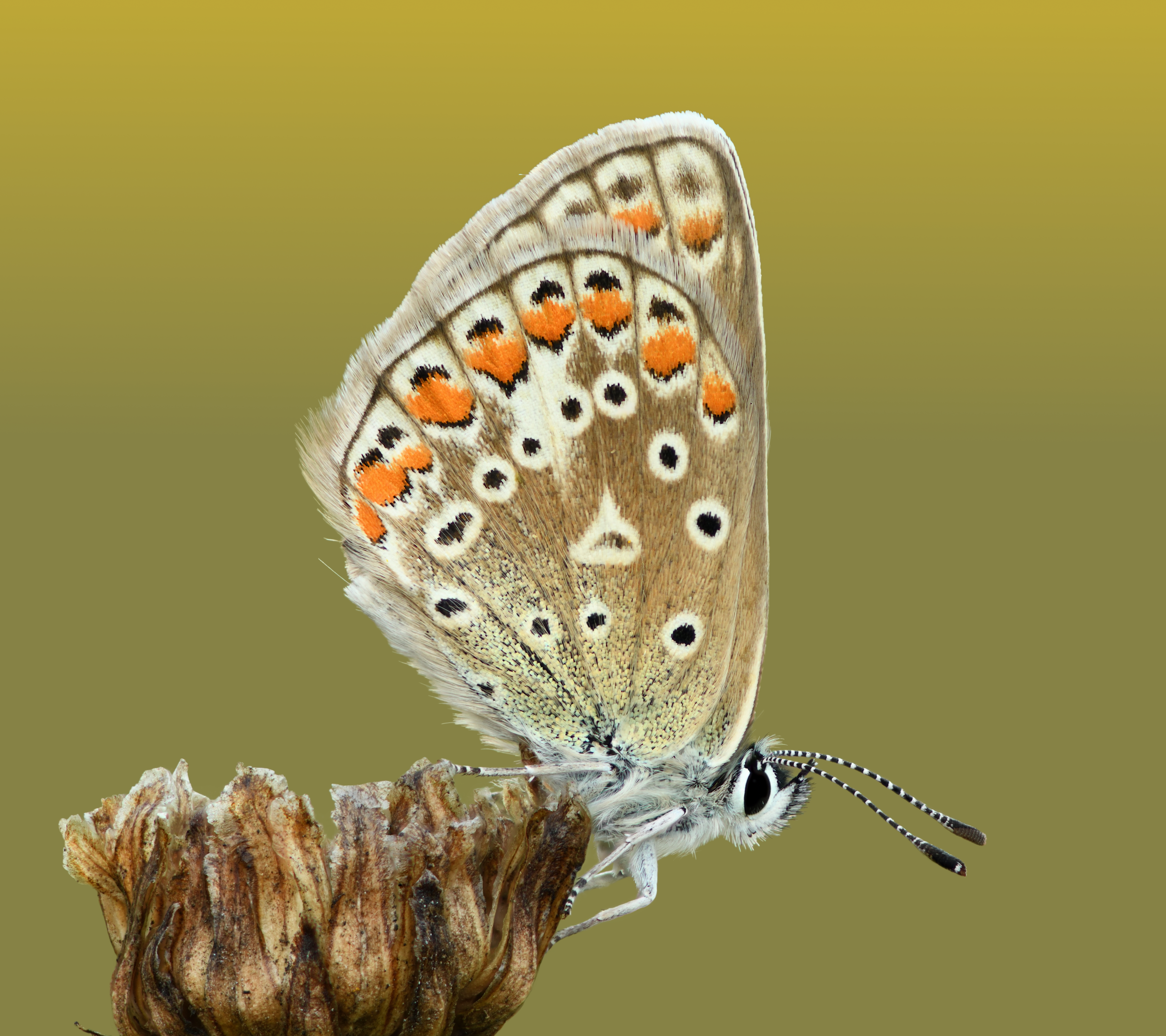
Weibchen

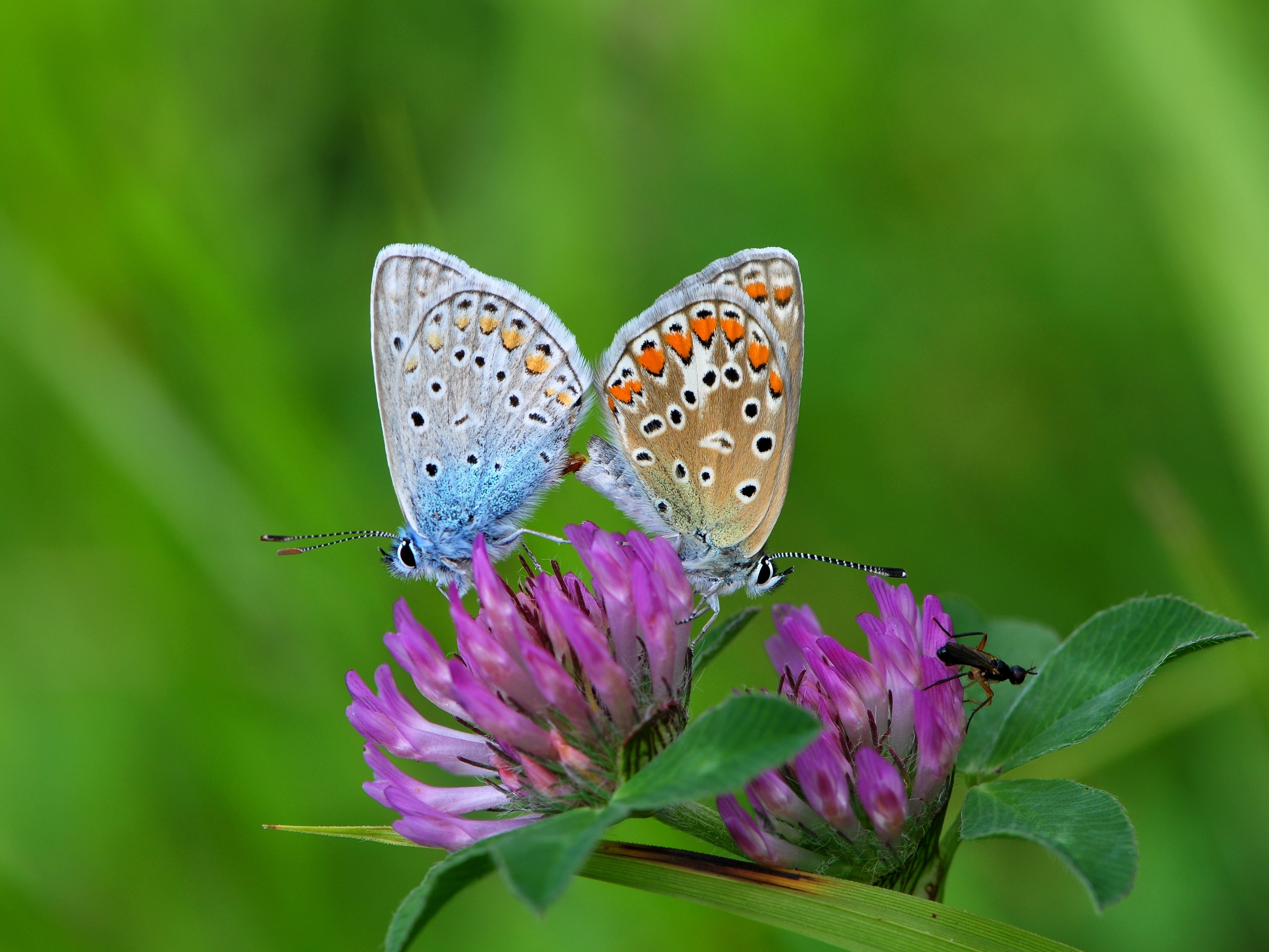
Paarung

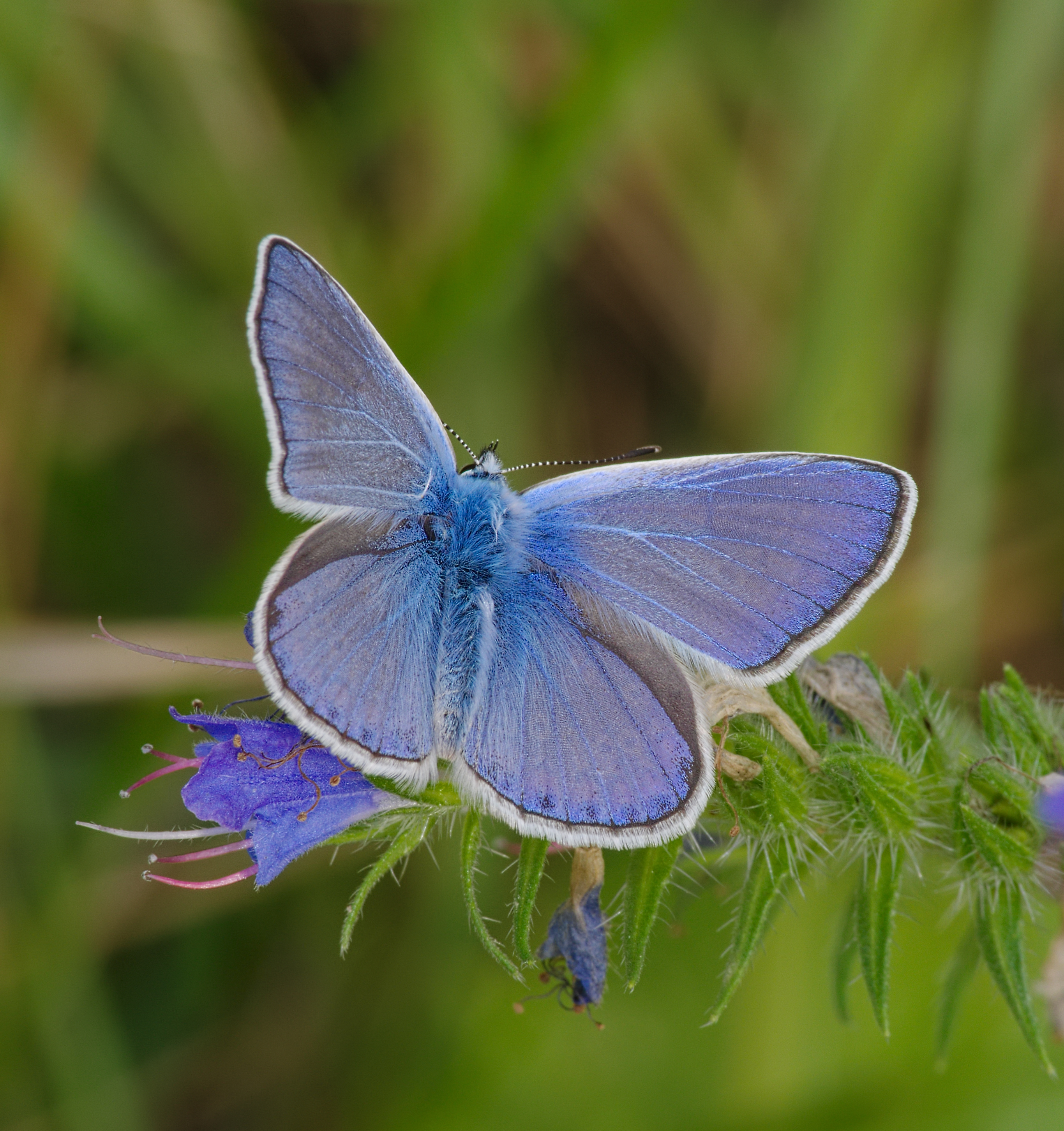
Männchen

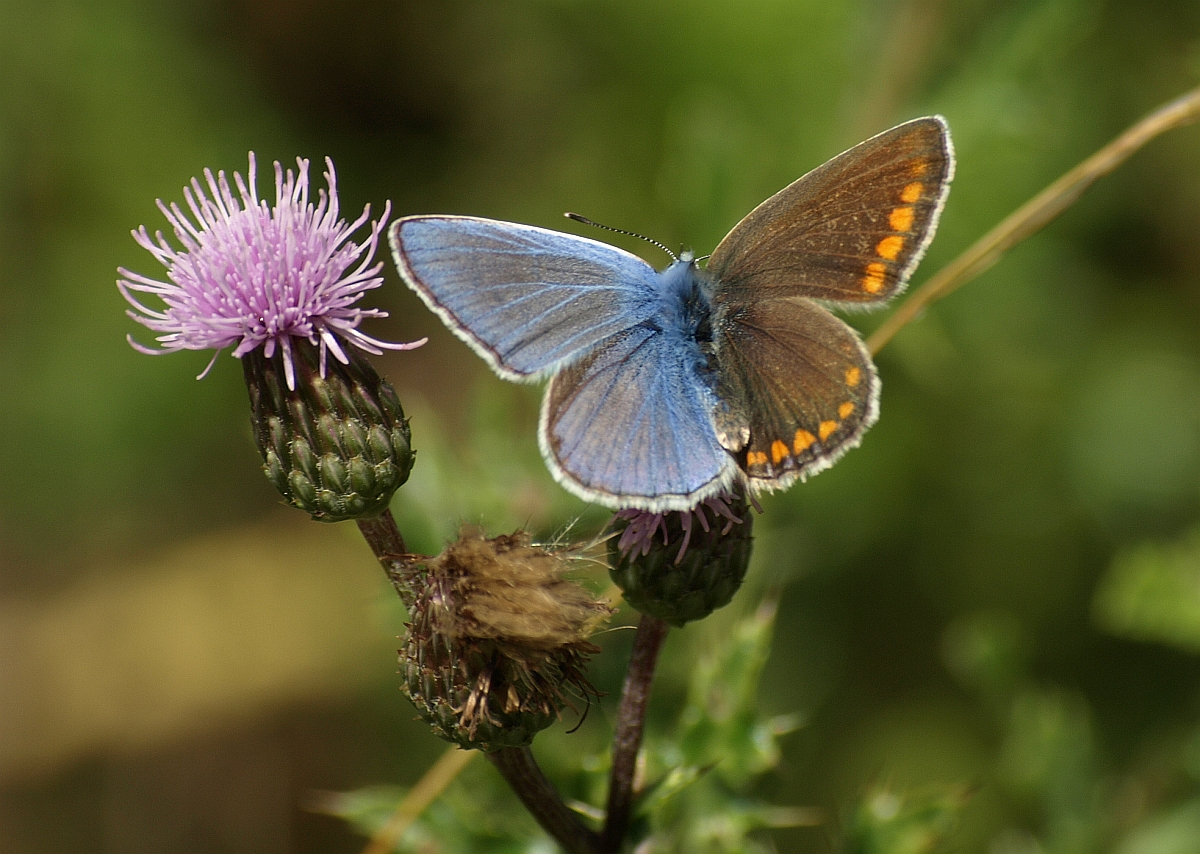
Gynander

Der Hauhechel-Bläuling (Polyommatus icarus) ist ein Schmetterling (Tagfalter) aus der Familie der Bläulinge (Lycaenidae). Innerhalb seiner Familie stellt er die häufigste und verbreitetste Art dar und wird daher auch als Gemeiner Bläuling bezeichnet. Das lateinische Artepitheton leitet sich von Ikarus, dem Sohn des Daidalos aus der griechischen Mythologie ab. Der Schmetterling kommt in Europa, Nordafrika und Asien vor.

## Merkmale
Der Hauhechel-Bläuling hat eine Flügelspannweite von 25 bis 30 Millimetern. Auch bei dieser Art findet man den bei Schmetterlingen häufigen Geschlechtsdimorphismus, das heißt, Männchen und Weibchen sehen sehr unterschiedlich aus. Während Männchen oberseits ein kräftiges, leicht ins Violett gehendes Blau zeigen, besitzt das Weibchen auf der Oberseite eine unauffällige braune Färbung mit variablem Blauanteil sowie orangen Flecken an den Flügelaußenrändern der Hinterflügel. Unterseits sind beide Geschlechter graubraun mit schwarzen, weiß umrandeten Punkten und orangen Flecken am Flügelsaum gefärbt. Selten kommen Gynander vor, das sind Tiere, die sowohl Zellen mit weiblichen Genen besitzen, wie auch andere mit männlichen Zellen. Eine Besonderheit ist der Halbseiten-Gynander, der je eine Hälfte männliche Zellen und eine Hälfte weibliche Zellen besitzt.
Die Raupen sind grün mit einer blassen grünen Musterung sowie mit Borsten besetzt und bis zu 13 Millimeter lang. Die Form ist gedrungen, zum Hinterende hin verschmälert sie sich.

### Ähnliche Arten
- Kleiner Esparsetten-Bläuling (Polyommatus thersites), eine sehr ähnliche Art
- Rotklee-Bläuling (Polyommatus semiargus)
- Silbergrüner Bläuling (Polyommatus coridon)
- Wundklee-Bläuling (Polyommatus dorylas)
- Vogelwicken-Bläuling (Polyommatus amandus)
- Weißdolch-Bläuling (Polyommatus damon)
- Polyommatus celina[4]

## Verbreitung und Lebensraum
Er besiedelt ganz Europa, Nordafrika und Asien, der Raum wird auch Paläarktis genannt. In den Alpen steigt er bis zu einer Höhe von 2000 Metern.
Der Lebensraum von Polyommatus icarus umfasst offene Bereiche, die feucht bis trocken sein können. Dazu gehören unter anderem blütenreiche, nicht überdüngte Glatthaferwiesen an Böschungen, Dämmen und in der Feldflur. Auch Feuchtstandorte wie Kohldistel- und Flachmoorwiesen werden besiedelt.

## Flugzeit
Der Falter fliegt von Ende April bis Oktober. Unter mitteleuropäischen Klimabedingungen bilden sich zwei, seltener (z. B. in der Oberrheinebene) auch drei Generationen aus.

## Lebensweise
Die Eiablage von Polyommatus icarus erfolgt an verschiedenen Klee- und Luzernearten. Die Eiablage erfolgt bevorzugt an kleinwüchsigen, licht stehenden oder frisch gemähten Pflanzen. Die Eier werden auf der Oberseite von Blättern abgelegt, aber ebenso in die Blüte von Klee oder Luzerne. Bei der Nahrungssuche besuchen die Falter mit Vorliebe verschiedene Kleearten. Die Überwinterung erfolgt im Raupenstadium.
Zu den Raupenfutterpflanzen zählen:
- Sichelklee (Medicago falcata)
- Hopfenklee (Medicago lupulina)
- Luzerne (Medicago sativa)
- Faden-Klee (Trifolium dubium)
- Hasen-Klee (Trifolium arvense)
- Weiß-Klee (Trifolium repens)
- Gewöhnlicher Hornklee (Lotus corniculatus)
- Sumpf-Hornklee (Lotus uliginosus)
- Hufeisenklee (Hippocrepis comosa)
- Bunte Kronwicke (Securigera varia)
- Dornige Hauhechel (Ononis spinosa)
- Kriechende Hauhechel (Ononis repens)